# Kingdom Hearts HD 2.8 Final Chapter Prologue
Kingdom Hearts 2.8 Final Chapter Prologue ist eine HD-Remaster-Sammlung von Videospielen aus der Kingdom-Hearts-Reihe. Sie enthält das 2012 auf dem Nintendo 3DS erschienene Spiel Kingdom Hearts 3D: Dream Drop Distance, das neue Spiel Kingdom Hearts 0.2 Birth By Sleep – A Fragmentary Passage sowie einen HD-Film namens Kingdom Hearts χ Back Cover. Kingdom Hearts 2.8 erschien in Japan am 12. Januar 2017, in Nordamerika und Europa am 24. Januar desselben Jahres. Das Spiel erscheint für Sonys PlayStation 4. Für Vorbesteller gab es die Limited Edition: Das Spiel und ein Anhänger von Dream Drop Distance.

## Kingdom Hearts: Dream Drop Distance
Kingdom Hearts HD: Dream Drop Distance ist die HD-Version des originalen Spiels, das einst auf dem Nintendo 3DS den Grundstein für die Spielreihe legte. Die Handlung dreht sich um Sora und Riku, die die Schlüsselschwertmeister-Prüfung von Yen Sid angenommen haben und bestehen müssen.

## Kingdom Hearts 0.2 Birth By Sleep: A Fragmentary Passage
Kingdom Hearts 0.2 Birth By Sleep findet nach den Ereignissen von Kingdom Hearts Birth by Sleep statt und zieht sich bis Kingdom Hearts III. Aqua ist in der Dunkelheit gefangen, auf der Suche nach einem Ausweg. Sie trifft in ihrem Abenteuer auch auf König Mickey. Das Spiel läuft auf der Engine Unreal 4, der gleichen Engine die auch Kingdom Hearts III verwenden soll. Viele bezeichnen dieses Spiel als Demo für Kingdom Hearts.

## Kingdom Hearts χ Backcover
Kingdom Hearts χ Backcover ist der erste Kingdom Hearts Cinematic Film. Er erzählt in der Sicht der Foretellers die Vorgeschichte zum Schlüsselschwert-Krieg. 